# Cheongju
Cheongju ist eine Stadt in der Provinz Chungcheongbuk-do und Hauptstadt derselben in Südkorea. Sie liegt circa 35 Kilometer nördlich von Daejeon und 128 Kilometer südöstlich von Seoul. In Cheongju wurde 1377 weltweit das erste Buch gedruckt: Das Jikji wurde mit beweglichen Lettern aus Metall im Tempel Heungdeok-sa (興德寺) gedruckt. Das Druckmuseum der Stadt widmet sich dem Werk und seiner Geschichte.

## Geographie und Klima
Cheongju liegt in der Miho-Ebene am Mushim-Fluss. Es hat ein gemäßigtes, kontinentales Klima mit 4 Jahreszeiten. Das Klima ist typisch für Südkorea, die Durchschnittstemperatur beträgt 11,6 °C. Pro Jahr fallen hier 1216 mm Regen, vor allem zwischen Juni und September.

## Geschichte
Cheongju blickt auf eine lange Geschichte zurück, die bis in die Zeit vor den drei Reichen zurückreicht. Während des vereinigten Sillas fungierte die Stadt als zweite Hauptstadt und war ein wichtiger Armeestützpunkt während der beginnenden Joseon-Dynastie (15. und 16. Jahrhundert). Mit der Fertigstellung der Gyeongbu-Eisenbahnlinie im Jahre 1905 entwickelte sich die Stadt zu einem Verkehrsknotenpunkt und 1908 wurde die Verwaltung der Provinz aus Chungju hierher verlegt. 1997 wurde der Cheongju International Airport eröffnet, von dem neben Inlandsflügen nach Jeju-do auch einige wenige Flüge in die Volksrepublik China starten.

## Transport

### Flughafen
Der Flughafen Cheongju wurde 1997 eröffnet. Nationale Flüge nach Jeju-do fliegen viermal pro Tag. Internationale Flüge gibt es nach Shanghai und nach Shenyang, jeweils dreimal pro Woche.

### Bahn
Vom Bahnhof Cheongju gibt es Verbindungen nach Chungju, Jecheon und Daejeon und vom Bahnhof Jochiwon nach Seoul (1:40h), Busan (4:15h), Yeosu und Mokpo (3:50h).

### Bus
Lokale Busse fahren innerhalb der Stadt und zu den Sehenswürdigkeiten Festung Sangdangsanseong und Myeongam Mineralquelle.
Der Gagyeong-dong Express fährt vom Busbahnhof nach Seoul, Busan, Daegu, Gwangju und anderen Städten in Südkorea.
Intercitybusse fahren vom Gagyeong-dong Intercity Bus Terminal nach Gongju, Buyeo, Suwon, Seongnam und anderen Städten in Südkorea. Es besteht eine Direktverbindung zum Flughafen Seoul-Incheon (3h).

## Städtepartnerschaften
- Rostow am Don, Russland
- Kōfu, Präfektur Yamanashi, Japan
- Tottori, Präfektur Tottori, Japan seit dem 30. August 1990
- Wuhan, Provinz Hubei, Volksrepublik China seit dem 29. Oktober 2000
- Changzhou, Volksrepublik China seit dem 21. September 2003
- Pittsfield (Massachusetts), USA
- Bellingham (Washington), USA (seit September, 2008)

## Wirtschaft
In Cheongju haben über 180 Firmen Fabriken gebaut. Die größte und bekannteste ist Daenong Fiber Co. Chemikalien, elektronische Güter und Halbleiterprodukte machen den Hauptteil der in Cheongju produzierten Güter aus, aber auch Keramik und Nahrungsmittel werden hier hergestellt.

## Bildung
In Cheongju sind sechs Universitäten (Universität Chungbuk, Cheongju University, Cheongju National University of Education, Korea National University of Education, Chung Cheong University, Seowon University), die Korean Air Force Academy sowie Dutzende Schulen angesiedelt.

## Söhne und Töchter der Stadt
- Hong Song-nam (1924–2009), nordkoreanischer Politiker
- Younghi Pagh-Paan (* 1945), Komponistin
- Chung Ji-young (* 1946), Filmregisseur
- Choi Soon-ho (* 1962), Fußballspieler und Trainer
- C. S. Lee (* 1971), Schauspieler und Regisseur
- Jeon Ki-young (* 1973), Judoka
- Lee Si-young (* 1982), Schauspielerin und ehemalige Amateurboxerin
- Han Hyo-joo (* 1987), Schauspielerin
- Kweon Young-jun (* 1987), Fechter
- Hwang Seok-ho (* 1989), Fußballspieler
- Joo Min-kyu (* 1990), Fußballspieler
- Sa Sol (* 1994), Sportkletterin
- Sungha Jung (* 1996), Fingerstyle-Gitarrist
- Kim Ju-sung (* 2000), Fußballspieler